# یواس‌سی‌جی‌سی وینونا (دبلیواچ‌ئی‌سی-۶۵)
یواس‌سی‌جی‌سی وینونا (دبلیواچ‌ئی‌سی-۶۵) (به انگلیسی: USCGC Winona (WHEC-65)) یک کشتی بود که طول آن ۲۵۴ فوت (۷۷ متر) بود.